# Charlie Taylor
Charles James "Charlie" Taylor, född 18 september 1993 i York i England, är en engelsk professionell fotbollsspelare (vänsterback) som spelar för Southampton.

## Karriär

### Leeds United
Taylor är en produkt av Leeds Uniteds fotbollsakademis ungdomsverksamhet, dit han kom som nioåring. Han skrev ett treårskontrakt med klubben i maj 2011. Taylor debuterade för Leeds Uniteds a-lag den 10 september 2011 i hemmamatchen mot Crystal Palace, där han spelade från start och bidrog med en målgivande passning.
Taylor samlade på sig erfarenhet efter att ha varit utlånad först till Inverness CT och sedan till Fleetwood Town, där han var med och spelade upp klubben till tredje divisionen.
När Leeds sålde den ordinarie vänsterbacken och tillika lagkaptenen Stephen Warnock mitt under säsongen 2014/2015 blev Charlie Taylor dåvarande tränaren Neil Redfearns förstaval som vänsterback.
Taylor vann utmärkelsen som årets spelare i Leeds för säsongen 2015/2016.
Sommaren 2016 förekom utbredda spekulationer om att Taylor, som då bara hade ett år kvar på sitt kontrakt, kunde komma att säljas till någon av flera intresserade klubbar i Premier League. I juli 2016 avböjde spelaren att förhandla om förlängning av kontraktet. I början av augusti lämnade han in en transferbegäran, vilken nekades av klubben.
Taylor figurerade i 32 matcher under sin sista säsong i Leeds United, men vägrade att spela i säsongens sista seriematch mot Wigan, vilket kritiserades av klubben.

### Burnley
Den 6 juli 2017 skrev Taylor på ett fyraårigt kontrakt med Burnley, som året innan gått upp till Premier League för tredje gången på sju år. Taylors kontrakt med Leeds hade då löpt ut, men eftersom han var under 24 år gammal (med två månaders marginal) var moderklubben enligt ligans regler ändå berättigad till ersättning. Då klubbarna inledningsvis inte kunde enas om storleken på ersättningen förväntades summan fastställas av en tribunal. Den 25 juli 2017 rapporterades att klubbarna till sist enats om att Burnley skulle betala en ersättning på mellan 6 och 7 miljoner pund till Leeds för Taylor.
Taylor debuterade för Burnley i en ligacupmatch mot Blackburn den 23 augusti 2017.

### Southampton
Den 1 juli 2024 skrev han ett tvåårskontrakt med Premier League-nykomlingen Southampton.